# A63 road
Die A63 road (englisch für Straße A63) ist eine teilweise als Primary route ausgewiesene Fernverkehrsstraße in England, die von Leeds nach Kingston upon Hull führt. In einem Abschnitt ist sie vom M62 motorway ersetzt. Der östliche Abschnitt der Straße ist Teil der in England nicht als solche bezeichneten Europastraße 20.

## Verlauf
Die Straße nimmt in Leeds an der A61 road ihren Anfang, verläuft nach Osten und kreuzt den M1 motorway bei dessen Anschluss junction 46, wird dort zur Primary road, kreuzt den A1(M) motorway bei dessen Anschluss junction 42, führt weiter nach Osten und umgeht Selby südlich auf einem bypass, kreuzt dabei die A19 road und verläuft dann zum M62 motorway, der bei Howden erreicht wird. Der M62 motorway ersetzt die A63 von seinem Anschluss 37 bis zum Anschluss 38 und geht dann in die vierstreifig und niveaukreuzungsfrei ausgebaute A63 über, die bei Hessle Anschluss an die A15 road hat, die auf der Humber Bridge das Humberästuar quert. Die A63 führt am Nordufer des Humber entlang weiter in das Zentrum von Kingston upon Hull und geht dann in die A1033 road über.